# دونالدسون (کنتاکی)
دونالدسون (به انگلیسی: Donaldson) یک منطقهٔ مسکونی در ایالات متحده آمریکا است که در کنتاکی واقع شده‌است. دونالدسون ۱۲۱٫۰۱ متر بالاتر از سطح دریا قرار دارد.